# Bihari Imre (tanár)
Bihari Imre (Hegyközpályi, 1829 – ?, 1882 után) református tanár, filozófus, egy ideig a Budapesti Református Teológiai Akadémia tanára.

## Élete
Egyszerű földműves szülőktől származott. 1839-ben a debreceni főiskola 1. gimnáziumi osztályába vették föl; tanulmányainak végeztével 1851-ben Kisújszállásra ment tanítónak, ahol a hat osztályú gimnáziumot másfél évig vezette, mialatt a kápláni vizsgát is letette. 1852-ben Pozsonyba ment német nyelvet tanulni, és még ugyanazon év nyarán Bécsbe, ahol három hónapot töltött. 1853-ban félévig mezőkövesdi, 1855-ig Szoboszlai szuperintendens, haláláig debreceni káplán; 1857-ben budapesti teológiai segédtanár; 1859-től 1864-ig mezőtúri gimnáziumi igazgató. 1864. február 4-től 1877-ig sárospataki bölcselettanár volt. 1877 májusában lemondott és Budapestre költözött, ahol jobbára csekély megtakarított pénzéből éldegélt. 1881–1882-ben a debreceni főiskola akadémiájában mint magántanár működött. 1882 nyarán eltávozott Debrecenből, egy levelet hagyván Tóth Sámuel teológiai tanárnál, amelyben azt írta, hogy gondozására bízza könyvtárát és egyes apró ingóságait; ő eltávozik a városból, és kérte, hogy ha egy év alatt nem térne vissza, tekintse örökségének a reá bízott könyveket és ingóságokat.

## Művei
Írt jobbára tanügyi cikkeket a Sárosp. Füzetekbe (1862-63. 1866.), a Prot. Egyh. és Isk. Lapba. Révész Figyelmezőjébe (1872. 1874-75.) és az Uj Prot. Naptárba (1873.) Szerkesztette a Sárospataki Füzeteket 1869-ben félévig. Önállóan megjelent:
- Természetjog vagy jogbölcsészet Ahrens Henrik után. Pest, 1872.